# Gardenia resinifera
Gardenia resinifera är en måreväxtart som beskrevs av Albrecht Wilhelm Roth. Gardenia resinifera ingår i släktet Gardenia och familjen måreväxter. Inga underarter finns listade i Catalogue of Life.